# خاندان سوما
خاندان سوماً (به ژاپنی: 相馬氏) یک خاندان ژاپنی در ولایت موتسو بود که در طول قرن شانزدهم در دوره سنگوکو برای اقدامات خود مشهور بود.